# I believe/永遠
「I believe／永遠」（アイ・ビリーブ／えいえん）は、木山裕策の2枚目で、初のダブル表題曲シングル。2009年8月26日、tearbridge recordsから発売された。

## 内容
メジャー・デビュー曲「home」から1年半ぶりのシングル。ディスクジャケットのイラストは吉本興業のたいぞうが描いた。
本作はCD EXTRA仕様になっており、「永遠」（(Music clip short ver.) from BeeTV 「40女と90日間で結婚する方法」）が収録されている。

## タイアップ
「I believe」は、沢口靖子主演のテレビ朝日系木曜ミステリー枠で放送のドラマ『科捜研の女』第9シリーズの主題歌。
「永遠」は、BeeTV『40女と90日間で結婚する方法』の主題歌、日本テレビ系『歌スタ!!』の2009年7月のお題歌、テレビ東京系アニメ『スキップ・ビート!』エンディングテーマ。

## 収録曲
- 作詞・作曲：多胡邦夫（1,2,4）／作詞：吉田美和（3）作曲：中村正人（3）
- 編曲：中村康就（1,3,4）渡辺徹（2）

1. I believe
  - テレビ朝日系『木曜ミステリー』枠ドラマ『科捜研の女』第5シリーズ主題歌
2. 永遠
  - 日本テレビ系『歌スタ!!』2009年7月度お題歌
  - テレビ東京系アニメ『スキップ・ビート!』エンディングテーマ
  - BeeTVドラマ『40女と90日間で結婚する方法』主題歌
3. LOVE LOVE LOVE
  - DREAMS COME TRUE「LOVE LOVE LOVE」カバー曲
4. 永遠（acoustic ver.）